# Sadocus
Genre
Synonymes
- Lycomedes Sørensen, 1902 nec Brême, 1845
- Lycomedicus Roewer, 1923
- Carampangue Mello-Leitão, 1937
- Lycomedius Strand, 1942
- Jighas Roewer, 1943
- Araucanoleptes Mello-Leitão, 1946

Sadocus est un genre d'opilions laniatores de la famille des Gonyleptidae.

## Distribution
Les espèces de ce genre se rencontrent au Chili et au Brésil.

## Liste des espèces
Selon World Catalogue of Opiliones (14/09/2021) :
- Sadocus allermayeri (Mello-Leitão, 1945)
- Sadocus asperatus (Gervais, 1847)
- Sadocus bicornis (Gervais, 1849)
- Sadocus brasiliensis (Soares & Soares, 1949)
- Sadocus calcar (Roewer, 1913)
- Sadocus conspicillatus Roewer, 1913
- Sadocus dilatatus Roewer, 1913
- Sadocus exceptionalis (Mello-Leitão, 1946)
- Sadocus funestus (Butler, 1874)
- Sadocus guttatus Sørensen, 1902
- Sadocus ingens (Mello-Leitão, 1937)
- Sadocus nigronotatus (Mello-Leitão, 1943)
- Sadocus polyacanthus (Gervais, 1847)

## Publication originale
- Sørensen, 1886 : « Opiliones. » Die Arachniden Australiens nach der Natur beschrieben und abgebildet, p. 53–86.